# 賴皮納 (市鎮)
賴皮納，是爱沙尼亚珀爾瓦縣的一个乡村型市镇。行政中心为賴皮納。市镇面积为593平方公里，2021年时人口数量为6,280人。

## 行政管理
2017年爱沙尼亚行政改革后，原赖皮纳市镇、韋里奧拉市镇以及原属塔尔图县的梅克西市镇（两个村庄除外）合并成新的赖皮纳市镇。
新的赖皮纳市镇包括非独立市赖皮纳、3个小镇和62个村庄。